# John Groves (cầu thủ bóng đá)
John Groves (16 tháng 9 năm 1933 – 26 tháng 6 năm 2017) là một cầu thủ bóng đá người Anh được biết nhiều nhất khi thi đấu cho Luton Town.
Ông là con trai của cựu tiền đạo Halifax Town, Blackburn Rovers, Derby County và Portsmouth, Arthur Groves và chú của vận động viên ném phi tiêu Loz Ryder.

## Sự nghiệp
Sinh ra ở Langwith, Derbyshire, Groves ký hợp đồng với Luton Town năm 1949 và chuyển sang thi đấu chuyên nghiệp trong ngày sinh nhật thứ 17. Sau khi ra mắt trong mùa giải 1953 – 1954, Groves có 251 lần ra sân cho câu lạc bộ trong 10 mùa giải, gồm một lần ra sân ở Chung kết Cúp FA 1959, trước khi ký hợp đồng với Bournemouth & Boscombe Athletic năm 1963. Groves kết thúc sự nghiệp với 54 trận cho Bournemouth & Boscombe.